# Hans Gabor
Hans Gabor (* 5. Juli 1919 in Budapest; † 6. September 1994 in Biarritz) war ein österreichischer Dirigent ungarischer Herkunft, der vor allem in Österreich wirkte und die Wiener Kammeroper gründete und leitete.

## Biographie
Gabor studierte an der Franz-Liszt-Musikakademie in Budapest unter anderem bei Zoltán Kodály, Béla Bartók und János Ferencsik. 1946 übersiedelte er nach Wien, wo er die österreichische Staatsbürgerschaft erhielt, nachdem ihm durch den gescheiterten Ungarn-Aufstand vom Oktober 1956 der Zugang in seine Heimat verschlossen blieb.
1948 initiierte der Dirigent das Wiener Opern Studio, ein Gastspielensemble ohne eigenes Haus. Mit diesem unternahm er bis 1950 Tourneen in Österreich und im europäischen Ausland. Dabei wirkten unter anderem folgende Sänger mit: Walter Berry, Fritz Uhl und Eberhard Waechter.
1953 gründete er die Kammeroper, zunächst ein Ensemble ohne ständige Spielstätte, doch konnte über den Sommer das Schönbrunner Schlosstheater für Aufführungen herangezogen werden.
Seit 1961 konnte Gabor dann einen als Theater adaptierten Konzert- und Ballsaal des Hotel Post am Fleischmarkt nutzen.
1982 rief er den Belvedere-Gesangswettbewerb ins Leben, 1995 wurde dieser in Hans-Gabor-Belvedere-Gesangswettbewerb umbenannt.

## Auszeichnungen
- 1970: Österreichisches Ehrenkreuz für Wissenschaft und Kunst[3]
- 1972: Silbernes Ehrenzeichen für Verdienste um das Land Wien[3]
- 1978: Österreichisches Ehrenkreuz für Wissenschaft und Kunst I. Klasse[3]
- 1990: Großes Ehrenzeichen für Verdienste um die Republik Österreich[3]
- 1992: Goldenes Ehrenzeichen für Verdienste um das Land Wien[3]